# Rocade sud-ouest de Casablanca
La rocade sud-ouest de Casablanca, est une autoroute ouverte le premier octobre 2014 afin de participer  au dés-engorgement de la capitale économique du Maroc et à l’amélioration de sa sécurité routière tout en favorisant l'accès aux trois autoroutes existantes (Casablanca - El Jadida, Casablanca - Marrakech et Casablanca - Rabat) et la desserte de la zone touristique du littoral Ouest, des nouvelles zones d'urbanisation et des deux nouveaux malls le Morocco Mall et AnfaPlace. 

## Sortie
| Elément                                        | Kilomètre | Itinéraire                                                | Routes |
| ---------------------------------------------- | --------- | --------------------------------------------------------- | ------ |
| Échangeur entre 320 et Rocade Sud-Ouest        | km 0      | عين دياب الدارالبيداء Ain Diab Casablanca                 | 320    |
| Échangeur entre 320 et Rocade Sud-Ouest        | km 0      | سيدي رحال دار بوعزة أزمور Sidi Rahal Dar Bouazza Azzemour | 320    |
| 1                                              | km1       | الحي الحسني الرحمة Hay El Hassani Arrahma                 |        |
| 2                                              | km 2      | الرحمة الالفة Arrahma El Oulfa                            | 3014   |
| 3                                              | km 3      | جنان اللوز Jnane El louz                                  |        |
| 4                                              | km 5      | ليساسفة الجديدة Lissasfa El Jadida                        | N1     |
| 5                                              | km 6      | نسيم Ennasim                                              |        |
| Échangeur entre 3009, Rocade Sud-Ouest et A102 | km 7      | بـــوسكــورة Bouskoura                                    | 3009   |
| Échangeur entre 3009, Rocade Sud-Ouest et A102 | km 7      | الدارالـبـيـضـاء Casablanca                               | 3009   |
| Échangeur entre 3009, Rocade Sud-Ouest et A102 | km 7      | الجديدة الرباط اسفي مراكش El Jadida Rabat Safi Marrakech  | A102   |